# Бутовская культура
Бутовская культура — мезолитическая культура Волго-Окского междуречья VIII—VI тыс. до н. э. Сформировалась на основе рессетинской культуры (по другим данным, на основе свидерской культуры). Племена бутовской культуры вели бродячий образ жизни, занимаясь охотой с помощью лука и стрел, которые были заимствованы в результате соприкосновения с кундской культурой. Эволюционировала в верхневолжскую неолитическую культуру V тыс. до н. э.
Выделена Л.В. Кольцовым в 1976 году.

## Хронология бутовской культуры
Бутовская культура является основной мезолитической культурой Волго-Окского междуречья и насчитывает не менее 70 памятников, расположенных на территории Брянской, Московской, Ярославской, Ивановской, Владимирской, Костромской и Тверской областей:70, из которых 35 являются датированными:109-126.
В настоящий момент рядом исследователей предложено несколько вариантов хронологии бутовской культуры:
- Хронология по Кольцову Л. В.  (1989, 1994). Бутовская культура существовала на протяжении всей эпохи мезолита от первой половины VIII до второй половины VI тыс. до н. э.
- Ранний период — от середины VIII до второй половины VII тыс. до н. э. делится на 2 этапа. Первый этап: стоянки Тихоново, Соболево 7, Гремячее; второй этап: стоянки Бутово 1, Лукино 1, Кошево 2.
- Поздний период охватывает вторую половину VII—VI тыс. до н. э., делится на 2 этапа.

Кольцов не распределяет памятники по этапам, а лишь выделяет наиболее поздние: Микулино, Берендеево 3, Соболево 5, Заборовье 2, Ивановское 3 и 7:70. Хронология Кольцова основывается главным образом на датах предшествующей свидерской культуры и последующей верхневолжской:55.
Хронология по Сорокину А. Н. (1990). По его мнению, бутовская культура существовала в интервале 9,5—8,5 тысяч лет назад.
В культуре выделяются ранний и поздний этапы. Сорокин отметил, что уже до начала неолита бутовская культура прекращает своё существование.:70 Хронология предложена на основе 4 нулевых отметок (реперов). Реперы получены в результате радиокарбонового датирования 4 стоянок. Четыре даты относятся к стоянке Суконцево VII. Второй репер представлен стоянкой Жабки III, третий — стоянкой Чёрная I (10 дат), четвёртый — стоянкой Малая Ламна.:55-56
Хронология по Кравцову А. Е.  (1991) Существование бутовской культуры отмечается в интервале около 9,6 — 8,0 тысяч лет назад.:70
Хронология по Кольцову Л. В. — Жилину М. Г.  (1999). Бутовская культура существовала в периоде около 9500 — 9300 тыс. лет назад: конец VI — начало V тыс. до н. э.
Нижний предел определён по пыльцевому датированию стоянки Тихоново, для сравнения стоянка Бутово имеет радиокарбоновую датировку не ранее 9310 +/- 111 лет назад. Последующая датировка построена на результатах радиокарбонного исследования стоянок
- Беливо IVА (9940+/- 300, 9130+/- 150, 8840+/- 110, 8770+/- 180, 9550+/- 100),
- Култино III (8850+/- 200),
- Малая Ламна III (8800+/- 90),
- Чёрная I (8720+/- 300, 8720+/- 200, 8630+/- 40, 8190+/- 120),
- Спас-Седчено II (8540+/- 120),
- Окаемово V (7910+/- 80, 7730+/- 60, 7360+/- 40, 6800+/- 140),
- Берендеево III (7770+/- 100),
- Ивановское III (7630+/- 40, 6900+/- 80),
- Озерки V (7410+/- 90),
- Окаемово IV (7490+/- 50),
- Безводное Х (6920+/- 380).

На стоянке бутовской культуры в деревне Дедня в Чаусском районе Могилёвской области (Белоруссия) мезолитическое поселение радиоуглеродным методом датируется возрастом 9300 — 9400 лет назад.
Наиболее ранние памятники верхневолжской культуры, сменяющей бутовскую, представлены стоянкой *Беливо II (7180+/- 60).:55-56

## Характеристика
Поселения временные в виде шалашей (чумов). В качестве оружия охоты на северного оленя широко применялись стрелы. 